# Lofthus (Ullensvang)
Lofthus este o localitate din comuna Ullensvang, provincia Hordaland, Norvegia, cu o populație de 556 locuitori (2013).